# Изабел Обре
Изабел Обре (фр. Isabelle Aubret; Лил, 27. јул 1938) француска је певачица.
Победила је на Песми Евровизије 1962. године као представница Француске са песмом Un premier amour (прва љубав). Музику за ову песму компоновао је Клод-Анри Вик а текст је написао Ролан Стефан Валад. Учествовала је на истом такмичењу 1968. године и освојила је треће место са песмом La Source (извор). Учествовала је на француским квалификацијама за Песму Евровизије неколико пута. Први пут је покушала 1961. године са песмом Le gars de n'importe où. Неуспешно је покушавала дас се квалификује и 1970, 1976. и 1983. године.

## Одабрана дискографија
- 1969: Isabelle Aubret
- 1981: Liberté
- 1984: Le monde chante
- 1987: Vague à l'homme
- 1989: 1989
- 1990: Vivre en flèche
- 1990: Allez allez la vie
- 1991: In love
- 1992: Coups de cœur
- 1992: Isabelle Aubret chante Aragon
- 1993: Isabelle Aubret chante Ferrat
- 1993: C'est le bonheur
- 1995: Elle vous aime
- 1995: Isabelle Aubret chante Brel
- 1997: Isabelle Aubret chante pour les petits et les grands
- 1997: Changer le monde
- 1999: Parisabelle
- 2001: Le paradis des musiciens
- 2001: Bobino 2001 (live concert album)
- 2006: Oy Oy Eminem (live performance in Turkey)